# 万正峰
万正峰（1971年9月11日—），男，汉族，河南固始人。研究生学历，管理学博士，政工师。1988年8月参加工作，1993年11月加入中国共产党。曾任濮阳市人民市长，现任中共濮阳市委书记。

## 简历
1996年取得河南大学政治系中共党史专业法学硕士学位；2003年在职取得南开大学商学院企业管理专业管理学博士学位；
2008年11月，任河南省民政厅副厅长；2015年9月，任郑州航空港经济综合实验区（郑州新郑综合保税区）管委会副主任、党工委委员；2017年4月，任郑州市人民政府副市长、中国（河南）自由贸易试验区郑州片区管委会主任；2020年11月，任郑州航空港经济综合实验区（郑州新郑综合保税区）管委会主任（正市厅级）、党工委副书记；
2021年7月，任中共濮阳市委副书记、市政府市长。
2023年3月，升任中共濮阳市委书记。